# Scheidsrechtersvereniging
Een scheidsrechtersvereniging is een vereniging voor personen die in de arbitrage van sporten bezig zijn. De scheidsrechtersvereniging heeft als doel de belangen te behartigen van de aangesloten scheidsrechters.

## Activiteiten
De scheidsrechtersvereniging kan onder andere de volgende activiteiten voor haar leden organiseren:
- Het uitwisselen van ervaringen tussen de leden
- Het organiseren van lezingen van bekende scheidsrechters
- Het opstellen van werkovereenkomsten tussen de plaatselijke sportverenigingen en de landelijke bonden
- Het geven van conditie-, spelregel- en reanimatietrainingen
- Het verlenen van juridische adviezen en bijstand bij onder meer molestatie van leden
- Het afsluiten van sponsorcontracten